# You Are Not Alone (песня Modern Talking)
«You Are Not Alone» (с англ. — «Ты не одинока») — заглавный сингл немецкого поп-дуэта Modern Talking с восьмого альбома Alone, выпущенный 1 февраля 1999 года лейблом BMG Entertainment. Является третьим синглом дуэта после их воссоединения в 1998 году и 12 синглом в их карьере. 
Записано две версии сингла: с рэпером Эриком Синглтоном и без него, однако клип на песню удалось снять только с рэпером. На сингле, кроме заглавной песни, записано попурри «Space Mix». Продюсером сингла выступил Дитер Болен.
Клип под песню снимался в Южной Африке.

## Список композиций
Все тексты написаны Дитером Боленом, вся музыка написана Дитером Боленом.
| №                   | Название                               | Длительность |
| ------------------- | -------------------------------------- | ------------ |
| 1.                  | «You Are Not Alone (Video Version)»    | 3:23         |
| 2.                  | «You Are Not Alone (Radio Version)»    | 3:41         |
| 3.                  | «You Are Not Alone (Extended Version)» | 4:55         |
| 4.                  | «You Are Not Alone (Remix)»            | 4:32         |
| 5.                  | «Space Mix (Radio Mix)»                | 4:31         |
| Общая длительность: | Общая длительность:                    | 21:02        |

## Чарты
| Чарты     | Место в чарте |
| --------- | ------------- |
| Австрия   | 5             |
| Европа    | 19            |
| Финляндия | 8             |
| Франция   | 13            |
| Германия  | 7             |
| Норвегия  | 4             |
| Испания   | 5             |
| Швеция    | 15            |
| Швейцария | 12            |